# José dos Santos Garcia
José dos Santos Garcia, S.M.P. (16 de abril de 1913 - 11 de dezembro de 2010) foi um prelado da Igreja Católica Romana português que foi o primeiro bispo de Porto Amélia.
Aos 97 anos de idade, ele foi um dos mais antigos bispos católicos romanos e um dos mais velhos bispos de Moçambique na época de sua morte.

## Biografia
Estudou no Colégio das Missões de Tomar em 1925, transitou depois para Cucujães, na época em que os Colégios das Missões eram transformados em Seminários da Sociedade Portuguesa das Missões Católicas Ultramarinas (ainda a erigir). Fez Juramento na Sociedade Missionária em 1935 (depois de um ano em que foi chamado a funções de professor e prefeito em Cernache do Bonjardim).
Foi ordenado padre em 25 de julho de 1938 na igreja paroquial da freguesia de Cernache do Bonjardim. Durante o período de formação teológica e depois já como sacerdote, foram-lhe confiadas funções de prefeito e professor; depois também as de Vice-reitor por largos anos (1938-1945) e, por dois meses (de Setembro a Novembro de 1945), as de encarregado da quinta do Seminário, imediatamente antes de partir para as missões em 13 de setembro de 1945, designado para Moçambique. Em 15 de agosto de 1946 é transferido para a Missão do Mutuáli, onde, por indicação de Dom Teodósio Clemente de Gouveia, Prelado de Moçambique, já se tinham instalado os missionários da Sociedade Missionária, em 23 de dezembro de 1938.
Depois de seu trabalho missionário, o Papa Pio XII o nomeia como bispo da recém erigida Diocese de Porto Amélia em 5 de abril de 1957, sendo consagrado em 16 de junho, na Catedral de Nampula, por Dom Teodósio Clemente de Gouveia, coadjuvado por Dom  Manuel de Medeiros Guerreiro, bispo de Nampula e por Dom Francisco Nunes Teixeira, bispo de Quelimane. Promoveu a criação de diversas estruturas religiosas em sua jurisdição, sendo 145 edifícios, entre os quais se contavam os dois Seminários, um Colégio Liceal, uma Escola de Professores-Catequistas, igrejas, residências, escolas, dispensários, além de edifícios de rendimento para a Diocese. Participou da 2ª a 4ª sessões do Concílio Vaticano II.
Por conta da Guerra da Independência de Moçambique e de sua saúde frágil, resignou ao governo da Diocese em 12 de janeiro de 1975. Retirou-se para Aldeia do Souto, onde passou 35 anos em trabalhos na Diocese da Guarda, na disponibilidade que lhe permitissem as suas forças – em assistência pastoral e em administração de sacramentos ou também na partilha das suas reflexões e práticas, mormente no ensino da disciplina de Missionologia no Seminário da Guarda. Voltou três vezes a Moçambique.
Seminário da Imaculada Conceição da Guarda quando foi levado a Cucujães onde morreu em 11 de dezembro de 2010. Foi o primeiro bispo oriundo da Sociedade Missionária da Boa Nova.

## Ligações Externas
- «Catholic Hierarchy» (em inglês)
- «GCatholic» (em inglês)